# The Visitors (ABBA-dal)
A The Visitors című dal (eredetileg "Den Första") egy 1981-es dal a svéd ABBA együttes 8. és egyben utolsó albumáról. Az dal az Egyesült Államokban is megjelent 1982 áprilisában. A dalt Anni-Frid Lyngstad énekli.
Ulvaeus nyilatkozata szerint a kiadás idején kedvelte, hogy a dalnak titokzatosnak kell lennie, így a csapat utolsó kislemez megjelenéseinél politikai dologba helyezi a dalszövegeket, melynek jelentését nem magyarázta meg,
Az 1982-ben megjelent The Visitors albumot betiltották a Szovjetunióban, a "When All Is Said and Done című dal miatt, amely az Egyesült Államok Információs Ügynökségének televíziós műsorában hangzott el.

## Fogadtatás
A "The Visitors" az Egyesült Államokban is megjelent az album második és egyben utolsó kislemezeként a Head over Heels helyett. A dal a 63. helyig jutott az Egyesült Államok kislemezlistáján, és a dupla A oldalas kislemez "The Visitors/When All Is Said and Done 12"-es változata a 8. helyezett volt a Billboard dance kislemezlistáján. A dalhoz Greg Silva készített remixet, mely egy sokkal hosszabb verziójú dal lett, és ez lett az egyik leggyakrabban játszott változat. A dal nem volt sikeres túlzottan, azonban Costa-Rica-ban az 1. helyet sikerült megszereznie.

## Megjelenések
7"  Atlantic – KAT 4031
- A	The Visitors	5:37
- B	Head Over Heels	3:45

12"  Atlantic – DMD 308
- A The Visitors 5:37
- B When All Is Said And Done 3:17

## Slágerlista
| Slágerlista(1982)          | Legjobb helyezés |
| -------------------------- | ---------------- |
| US Billboard Hop 100       | 63               |
| US Cashbox Top 100 Singles | 81               |

## Feldolgozások
- A dal Hi-NRG változatát a 80-as években Moonstone címen jelentették meg.
- Az Abbacadabra nevű csapat az Almighty Records által jelentette meg dance remixeit, majd a 2008-as We Love ABBA című válogatáslemezen is hallható volt. A dal hangmintái az Almighty Records weboldalán is megtalálhatóak.[9]